# Immeuble aux 7-9 place d'Armes
L'immeuble aux nos 7 et 9 de la place d'Armes est un bâtiment situé à Fontainebleau, en France. Il est partiellement inscrit aux monuments historiques depuis 1931.

## Situation et accès
L'édifice est situé aux nos 7 et 9 de la place d'Armes, dans le centre-ville de Fontainebleau. Plus largement, il se trouve dans le département de Seine-et-Marne, en région Île-de-France.

## Statut patrimonial et juridique
La façade, la toiture et la grille de clôture font communément l'objet d'une inscription au titre des monuments historiques par arrêté du 7 octobre 1931, en tant que propriété privée.